# The Violin Maker of Cremona
The Violin Maker of Cremona is een Amerikaanse stomme en korte film uit 1909 onder regie van D.W. Griffith. Dit is Pickford's eerste gecrediteerde film. Het is echter onduidelijk of ze figurantenrollen had in eerdere Biograph films.

## Verhaal
In Cremona wordt een wedstrijd gehouden over de mooiste viool. Als je deze wedstrijd wint, mag je met de beeldschone Gianinna trouwen. Twee mensen beginnen te vechten om haar hand.

## Rolverdeling
| Acteur             | Personage          |
| ------------------ | ------------------ |
| Mary Pickford      | Giannina           |
| Herbert Prior      | Taddeo Ferrari     |
| Owen Moore         | Sandro             |
| David Miles        | Filippo            |
| Charles Avery      | Werker             |
| Arthur V. Johnson  | Man in het Publiek |
| Anthony O'Sullivan | Werker             |
| Mack Sennett       | Man in het Publiek |